# Хелиф, Иман
Иман Хелиф (араб. إيمان خليف‎; род. 2 мая 1999, Аин-Сиди-Али, Лагуат) — алжирская спортсменка, занимающаяся боксом. Олимпийская чемпионка 2024 года, четвертьфиналистка Олимпийских игр 2020 года, серебряный призёр чемпионата мира (2022), чемпионка Африки (2022), чемпионка Средиземноморских игр (2022), чемпионка Арабских игр (2023) в любителях.
После победы Хелиф над итальянкой Анжелой Карини на Летних Олимпийских играх 2024 года в социальных сетях стала распространяться дезинформация о её половой принадлежности. Ложные утверждения были вызваны дисквалификацией Хелиф с Чемпионата мира по боксу среди женщин 2023 года, организованного Международной ассоциацией бокса, после того как она не прошла неустановленные тесты на соответствие гендерным критериям. Представители Международного олимпийского комитета, допустив Хелиф к участию в Олимпийских играх, охарактеризовали эти тесты как «неправомерные и не заслуживающие доверия». Никаких медицинских доказательств того, что у Хелиф есть Y-хромосомы или повышенный уровень тестостерона, не было опубликовано. При рождении у Хелиф был определён женский пол, её воспитывали как девочку.

## Биография
Хелиф выросла в деревне в провинции Тиарет на северо-западе Алжира. Первоначально начала играть в футбол, а затем перешла в бокс. В ранние годы ей приходилось ездить в соседнюю деревню, чтобы посещать тренировки, и продавать металлолом, чтобы оплатить проезд на автобусе. Отец изначально не разрешал ей заниматься спортом, потому что не одобрял бокс для девочек.

### Начало карьеры и олимпийский дебют
На чемпионате мира 2018 года по боксу среди женщин Хелиф заняла 17-е место после того, как её выбила в первом раунде Карина Ибрагимова из Казахстана. На чемпионате мира 2019 года в Улан-Удэ она финишировала 33-й после того, как в первом раунде уступила россиянке Наталье Шадриной.
Участвовала в Олимпийских играх 2020 года в Токио, где проиграла в женском легком весе в четвертьфинале ирландке Келли Харрингтон.
В марте 2021 года она завоевала золотую медаль на международном турнире «Босфор» в Стамбуле, победив Анастасию Белякову в финале женского лёгкого веса.
На чемпионате мира 2022 года в Стамбуле Хелиф стала первой в истории алжирского спорта боксёршей, вышедшей в финал, и завоевала серебряную медаль в категории до 63 кг, проиграв в решающем поединке Эми Бродхёрст. В том же году Хелиф добилась золотой медали на Средиземноморских играх и чемпионате Африки среди любителей.
В январе 2024 года Хелиф стала национальным послом ЮНИСЕФ.

### Дисквалификация
В марте 2023 года Хелиф выступила на чемпионате мира в Нью-Дели, Индия, где вышла в финал в категории до 66 кг, гарантировав себе как минимум серебряную медаль. Однако перед решающим поединком Хелиф была дисквалифицирована из-за несоответствия критериям отбора Международной ассоциации бокса (IBA). В результате в финале боксировала Чанчэм Суваннапхенг, которую Хелиф победила в полуфинале, а бронзовая медаль досталась Навбахор Хамидовой, уступившей Хелиф в 1/4 финала.
25 марта 2023 года президент ассоциации Умар Кремлёв заявил, что причиной исключения Хелиф было обнаружение у неё XY-хромосом (дисквалификация коснулась также Линь Юйтин с Тайваня). В июле 2024 года IBA выпустила заявление о том, что Хелиф дважды, в 2022 и 2023 году, не прошла тесты на половую принадлежность, проведённые в двух независимых лабораториях. Иштван Ковач, занимавший должность генерального секретаря IBA на чемпионате 2022 года, во время которого проводился один из тестов, также прокомментировал ситуацию 4 августа 2024 года в интервью газете Magyar Nemzet, заявив, что причиной дисквалификации стал не уровень тестостерона Хелиф, а «гендерный тест, который однозначно показал, что Хелиф биологически является мужчиной». По словам Ковача, он сразу написал о ситуации в Международный олимпийский комитет (МОК), но не получил ответа.
Один из тренеров Хелиф Жорж Касорла в интервью журналу Le Point от 10 августа 2024 года сообщил, что, получив результаты тестов IBA, Хелиф прошла дополнительные анализы во французской больнице Бисетр, выявившие у неё проблему с гормонами и хромосомами.
26 марта 2023 года Олимпийский комитет Алжира заявил, что Хелиф дисквалифицирована «по медицинским показаниям». Алжирские средства массовой информации утверждали, что дисквалификация произошла из-за высокого уровня тестостерона в её организме. При этом алжирское законодательство не предусматривает возможность смены юридического пола. Сама Хелиф заявила, что теперь она не может боксировать с женщинами и стала жертвой «большого заговора». В июле 2023 года, через четыре месяца после дисквалификации на чемпионате IBA, Хелиф представляла Алжир на Арабских играх, где завоевала золотую медаль в женском полусреднем весе.
31 июля 2024 года Международная ассоциация бокса выпустила заявление, в котором говорилось, что дисквалификация Хелиф произошла из-за того, что она дважды, в 2022 и 2023 году, не прошла тест на определение пола. Первоначально Хелиф подала апелляцию в Спортивный арбитражный суд, но она была снята, так как Хелиф не смогла оплатить процессуальные издержки. После рассмотрения апелляции Хелиф организовала собственное независимое тестирование, чтобы очистить свое имя и вернуться в бокс.
1 августа 2024 года Международный олимпийский комитет (МОК) опубликовал собственное ответное заявление, в котором говорилось, что решение IBA было «внезапным и произвольным» и выполнено «без какой-либо надлежащей правовой процедуры». Далее там говорилось следующее:
Согласно протоколу IBA, доступному на их сайте, это решение изначально принималось исключительно генеральным секретарём и генеральным директором IBA. Правление IBA ратифицировало его только после этого и только впоследствии потребовало, чтобы процедура, которой необходимо следовать в подобных случаях в будущем, была установлена и отражена в Регламенте IBA. В протоколе также говорится, что IBA должна «установить четкую процедуру гендерного тестирования».
Международный олимпийский комитет не проводит тестов на определение пола с 1999 года. По объяснениям представителя МОК, в правилах зафиксировано, что у спортсменок в паспортах должен быть указан женский пол — все допущенные участницы соответствовали этому требованию. В 2023 году МОК получил от IBA письмо о результатах хромосомного теста Хелиф; МОК рассматривает это тестирование как незаконное, поскольку оно проводилось без надлежащей процедуры. МОК также заявил, что «от концепции теста, до того, как тест был передан нам, и до того, как тесты стали достоянием общественности, все настолько несовершенно, что с этим невозможно взаимодействовать».
1 августа 2024 года в материале The Washington Post о Хелиф и Линь сообщается, что доказательств тому, что у этих спортсменок имеются XY-хромосомы или повышенный уровень тестостерона, не приводилось. По словам эндокринолога Джанлуки Аймаретти, существуют редкие патологические случаи, когда XY-хромосомы могут быть у женщины, и выдвинул гипотезу, что Хелиф «могла родиться с врожденным заболеванием, вызвавшим нарушение половой дифференциации». При этом он отметил, что не знаком с клинической документацией Хелиф.
2 августа 2024 года в интервью спортивному редактору BBC Дэну Роану генеральный директор IBA Крис Робертс заявил, что и у Линь, и у Хелиф были обнаружены хромосомы XY.
3 августа 2024 года издание Ассошиэйтед Пресс отмечает, что дисквалификация Хелиф Международной ассоциацией бокса, которую возглавляет россиянин Кремлёв, произошла после поражения россиянки Аминевой.
В ходе эксцентричной пресс-конференции Международной боксерской ассоциации (IBA) в Париже 5 августа 2024 года позиция организации и её президента Умара Кремлева относительно природы проведенных тестов претерпела изменения и стала противоречивой. Изначально IBA заявляла о проведении гендерных тестов, однако на конференции генеральный секретарь Крис Робертс говорил о «хромосомных тестах», в то время как Кремлев утверждал, что тесты были направлены на определение уровня тестостерона у спортсменов. Ситуация усугубилась резкими высказываниями Кремлева, который неоднократно критиковал президента МОК Томаса Баха, заявил о намерении начать против него судебное преследование и выразил недовольство церемонией открытия Олимпийских игр, назвав её «унизительной». IBA утверждала об использовании аккредитованных Всемирным антидопинговым агентством (WADA) лабораторий для тестов, но WADA опровергло свою причастность к гендерным проверкам, заявив, что занимается исключительно антидопинговыми вопросами.

### Олимпийские игры 2024
Из-за проблем с руководством и предполагаемой коррупции в IBA Международный олимпийский комитет отозвал признание данной организации в июне 2023 года. По итогам квалификационного соревнования алжирская спортсменка получила право выступить на летних Олимпийских играх 2024 года, получив разрешение от МОК, который подтвердил, что она выполнила все необходимые квалификационные и медицинские правила для участия в мероприятии. МОК отметил, что по паспорту Хелиф является женщиной, и все спортсмены, выступающие в Париже, соблюдают правила допуска к соревнованиям.
Во втором раунде соревнований в весовой категории до 66 кг среди женщин она победила Анджелу Карини из Италии за 46 секунд после отказа Карини, сославшуюся на сильную боль в носу.
Во время своего выступления на Олимпийских играх Хелиф столкнулась с интернет-травлей со стороны тех, кто утверждал, что она мужчина. В частности, допуск Хелиф к Олимпийским играм осудили писательница Джоан Роулинг и предприниматель Илон Маск. Олимпийский комитет Алжира встал на защиту Хелиф, назвав реакцию на неё «неэтичным преследованием» и «необоснованной пропагандой».
2 августа Карини извинилась перед Хелиф через итальянскую газету La Gazzetta dello Sport, заявив: «Все эти противоречия меня огорчают […] Мне тоже жаль мою соперницу. Если МОК сказал, что она может драться, я уважаю это решение».
В четвертьфинале, который состоялся 3 августа, Иман Хелиф победила Луцу Хамори из Венгрии и вышла полуфинал, где будет драться с Чанчэм Суваннапхенг из Таиланда.
6 августа Иман Хелиф победила в полуфинале Чанчэм Суваннапхенг из Таиланда и вышла финал, где будет драться с победительницей второго полуфинала Чэнь Няньцинь — Ян Лю.
9 августа Иман Хелиф победила в финале Ян Лю из Китая и получила золотую олимпийскую медаль.
После победы в соревновании Хелиф подала юридическую жалобу во Франции на кибер-преследование. Жалоба была подана в специальное подразделение прокуратуры Парижа по борьбе с разжиганием ненависти в интернете после волны критики и ложных утверждений о её поле во время Олимпийских игр в Париже. По словам представляющего спортсменку адвоката, среди ответчиков, к которым обращён иск, числятся Джоан Роулинг и Илон Маск.
В 2024 году награждена Национальным орденом Заслуг класса Ahid (командор).